# 寶蓮禪寺

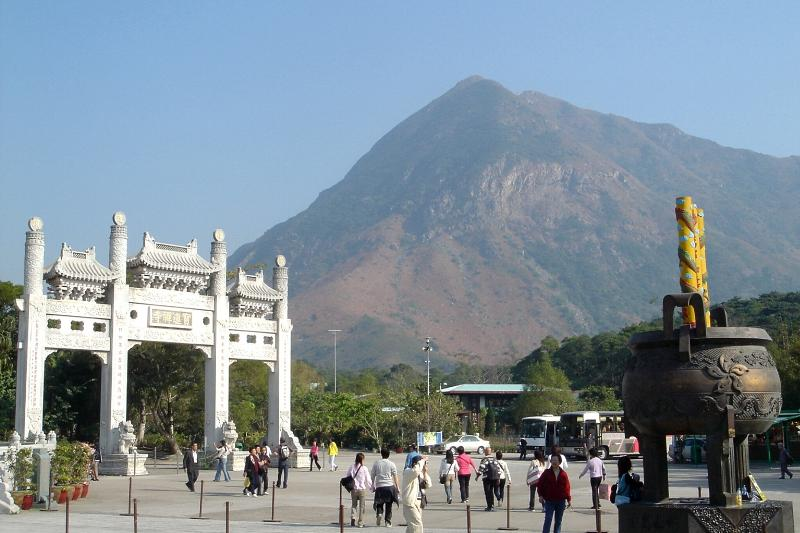
寶蓮禪寺牌樓及回歸寶鼎，2000年代擴建前車輛可駛至牌樓前方

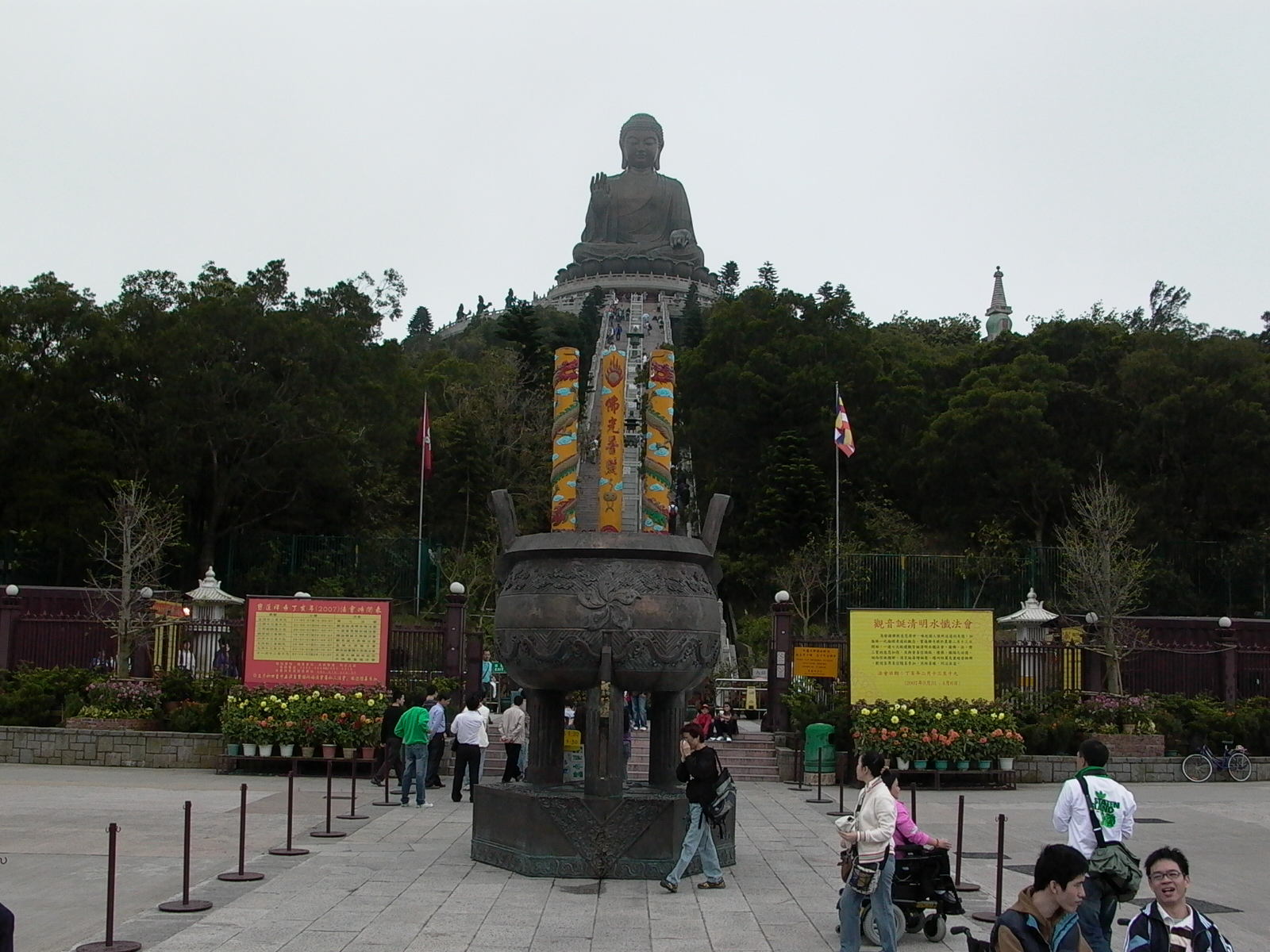
回歸寶鼎有向天壇大佛供奉之意

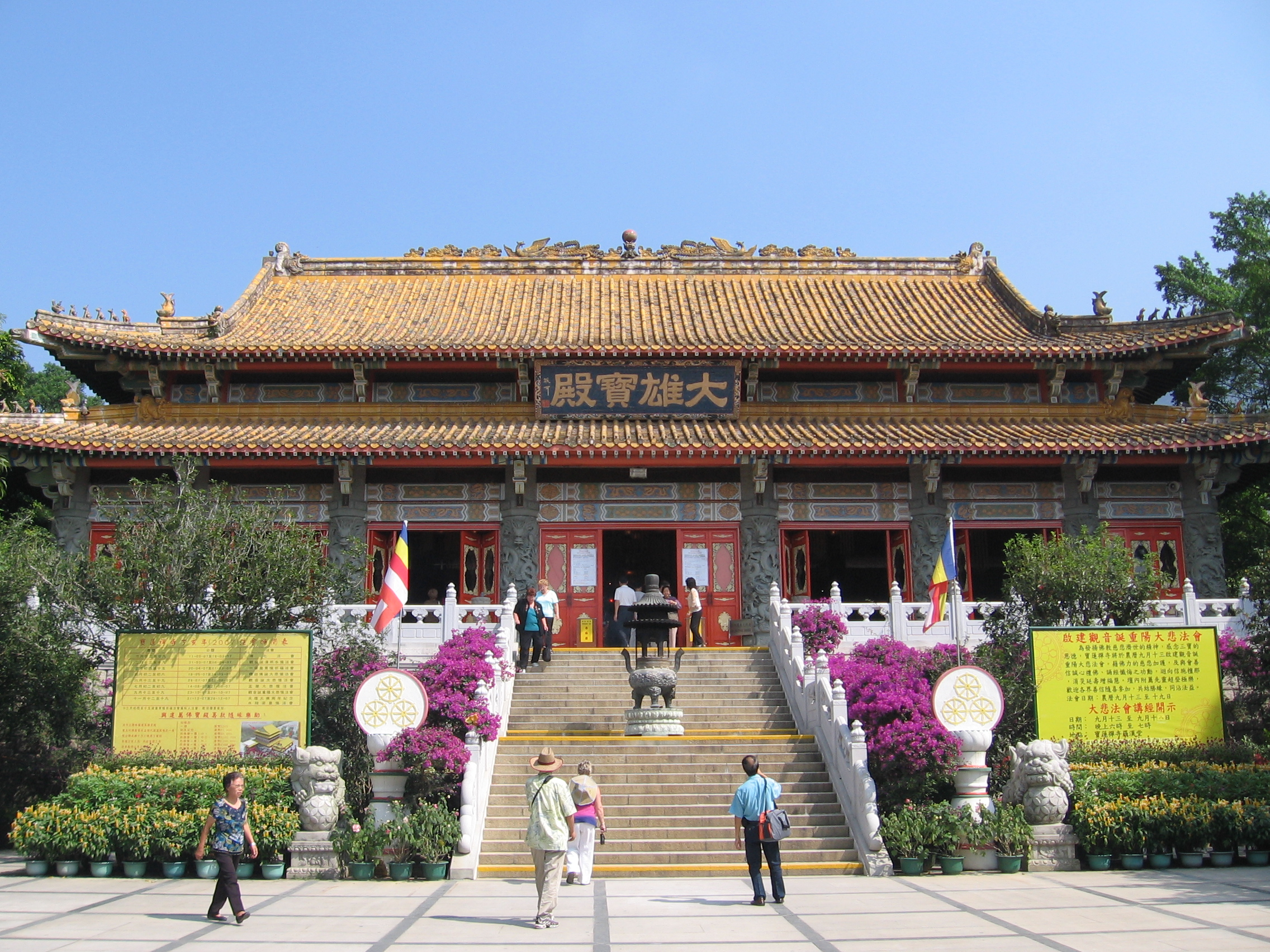
大雄寶殿

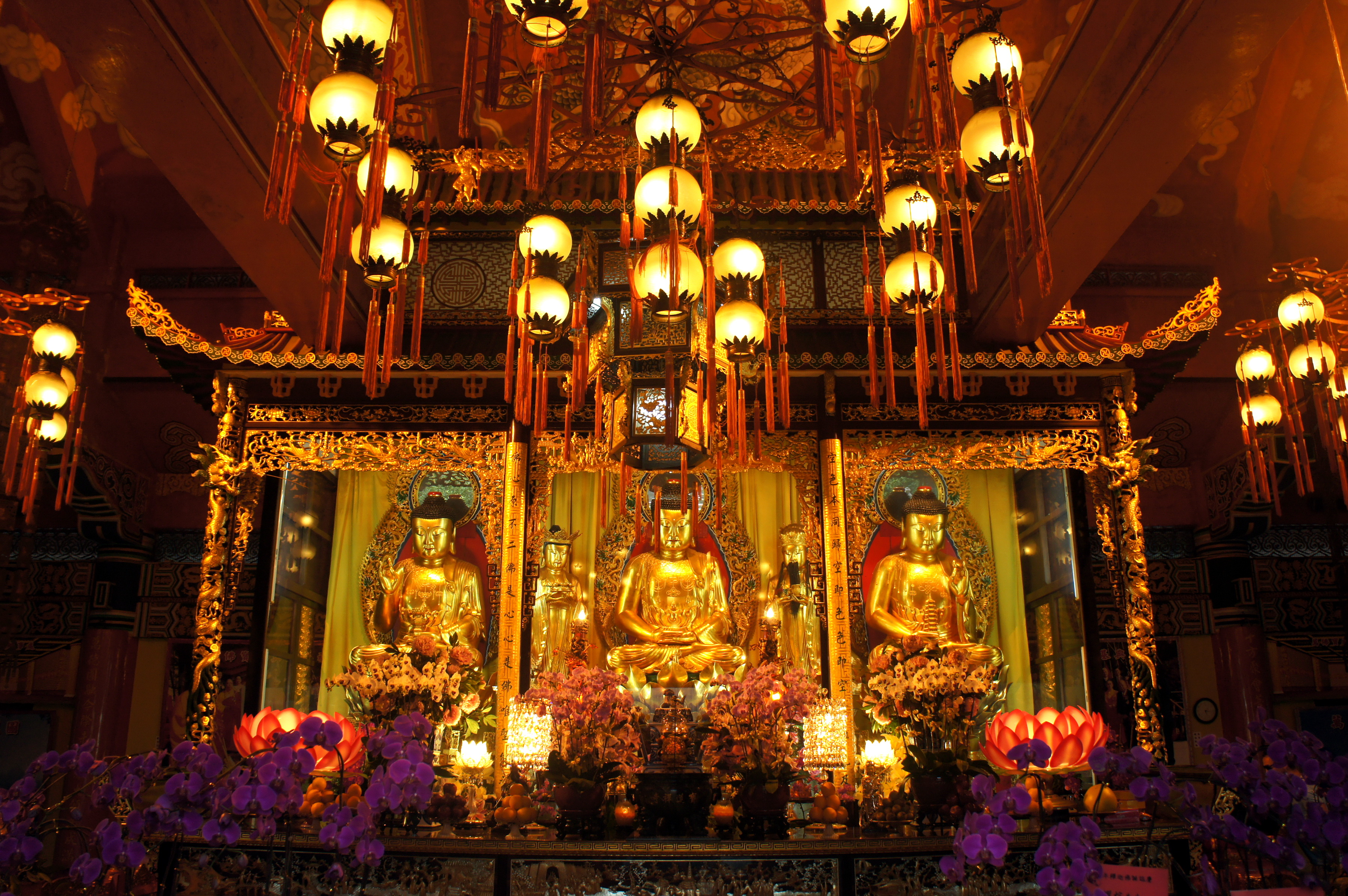
大雄寶殿內供奉阿彌陀佛、釋迦牟尼佛及藥師佛（從左至右）。

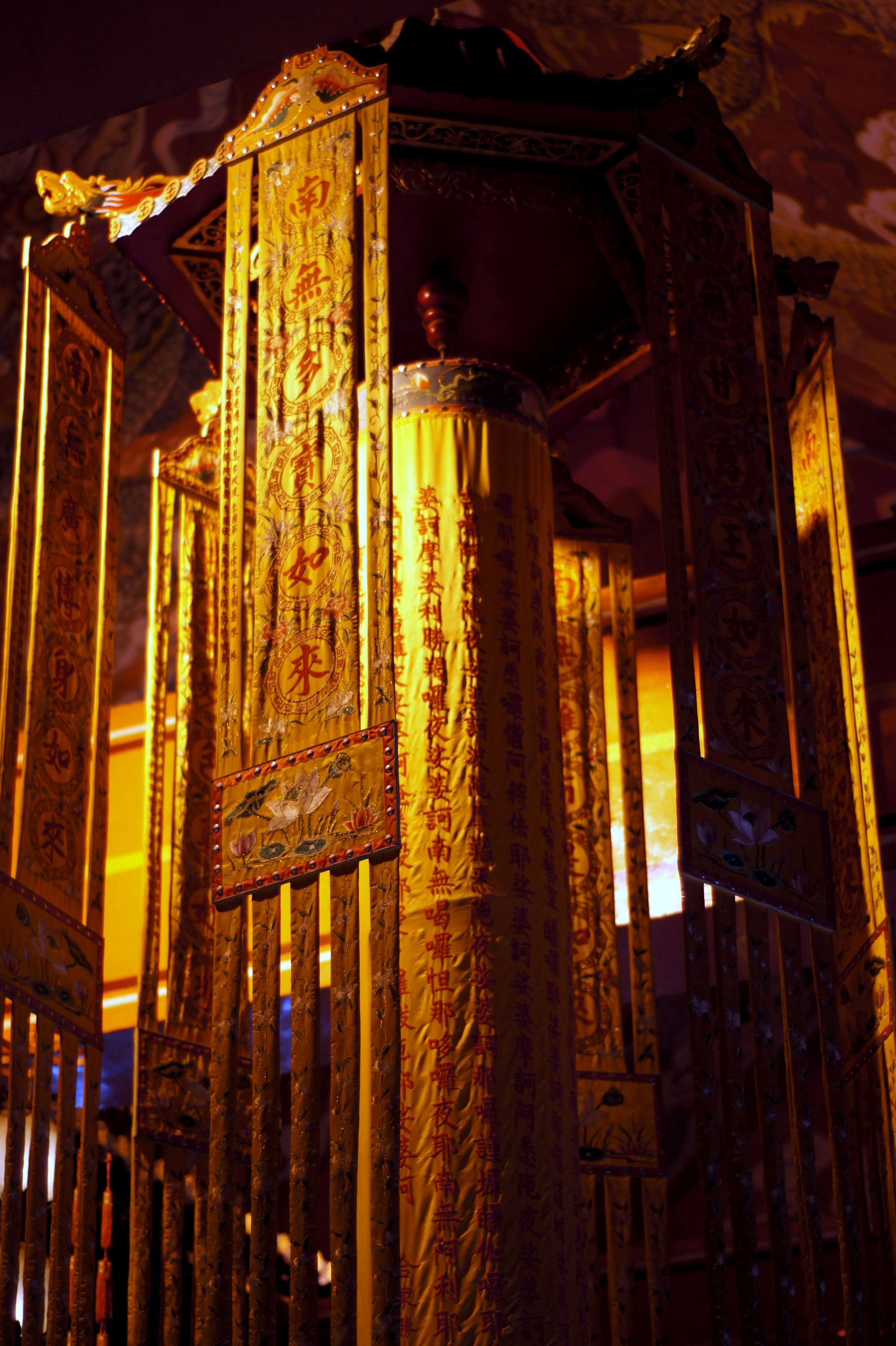
大雄寶殿內的幢幡

寶蓮禪寺（英語：Po Lin Monastery），或稱寶蓮寺，為香港一座佛教寺廟，亦為香港旅遊景點之一，位於新界大嶼山昂坪，介乎彌勒山與鳳凰山之間。寺廟前身為大茅蓬，由頓修、大悅和悅明三位禅師建於1906年。直到1924年，第一代住持紀修和尚正式命名爲寶蓮禪寺。
而刻有「永破無明是最安樂」的寶蓮寺第二代住持筏可法師的榮壽紀念碗子被香港本地歷史學者鄧家宙所收藏。

## 建築特色
- 天壇大佛屬全球最大的青銅坐佛，位於寺旁，巍峨坐於木魚峰上，由寶蓮禅寺於1970年籌建。佛像約重250公噸，高34米，坐於三層祭壇上，以青銅鑄造，佛面塗金4斤餘。天壇大佛底座為三層展覽館，內附多類文物。包括康熙手抄般若波羅蜜心經及其他信眾墨寶、繪畫。正面有四百餘斤地藏菩薩，與其剩料鑄成的銅鐘一口。二樓閣中藏書畫經文。三樓為信眾長生祿位及佛陀舍利。
- 寺內出入口處前建有一個「地壇」，正對著天壇大佛之下，以符合中國古代天南地北之說，具有回音壁之功能。
- 天壇大佛之下於1997年7月1日香港回歸前擺放了「回歸寶鼎」，有向天壇大佛供奉之意，「回歸寶鼎」就是爲了紀念香港主權移交予中華人民共和國而特別鑄造。鼎身有香港區徽洋紫荊浮雕，上有雲彩，下有海濤，寓意香港回歸後如春回大地，欣欣向榮，故時任香港行政長官的董建華題寫「香島春暖」四個大字。寶鼎初次運抵香港時，曾意外撞斷一足，經修復後重新運返香港。
- 寺內建有多個具中國傳統特色之建築，如重檐歇山頂式建築的大雄寶殿（建於1980年代初）、地壇旁邊的白色牌坊和木魚峰山腰的法華塔。

## 殘酷對待動物
在2024年9月，有寶蓮禪寺的廚師涉以膠袋笠兩狗狗頭部，再運往山上棄置。
據知警方重案組探員調查後，拘捕65歲姓伍男子及46歲姓徐男子，涉嫌違反《防止殘酷對待動物條例》。
一班義工現時仍在努力搜索「大妹」和「細妹」兩狗狗。有消息指棄狗地點於貝澳附近的散石灣迴旋處停車場附近。

## 圖片

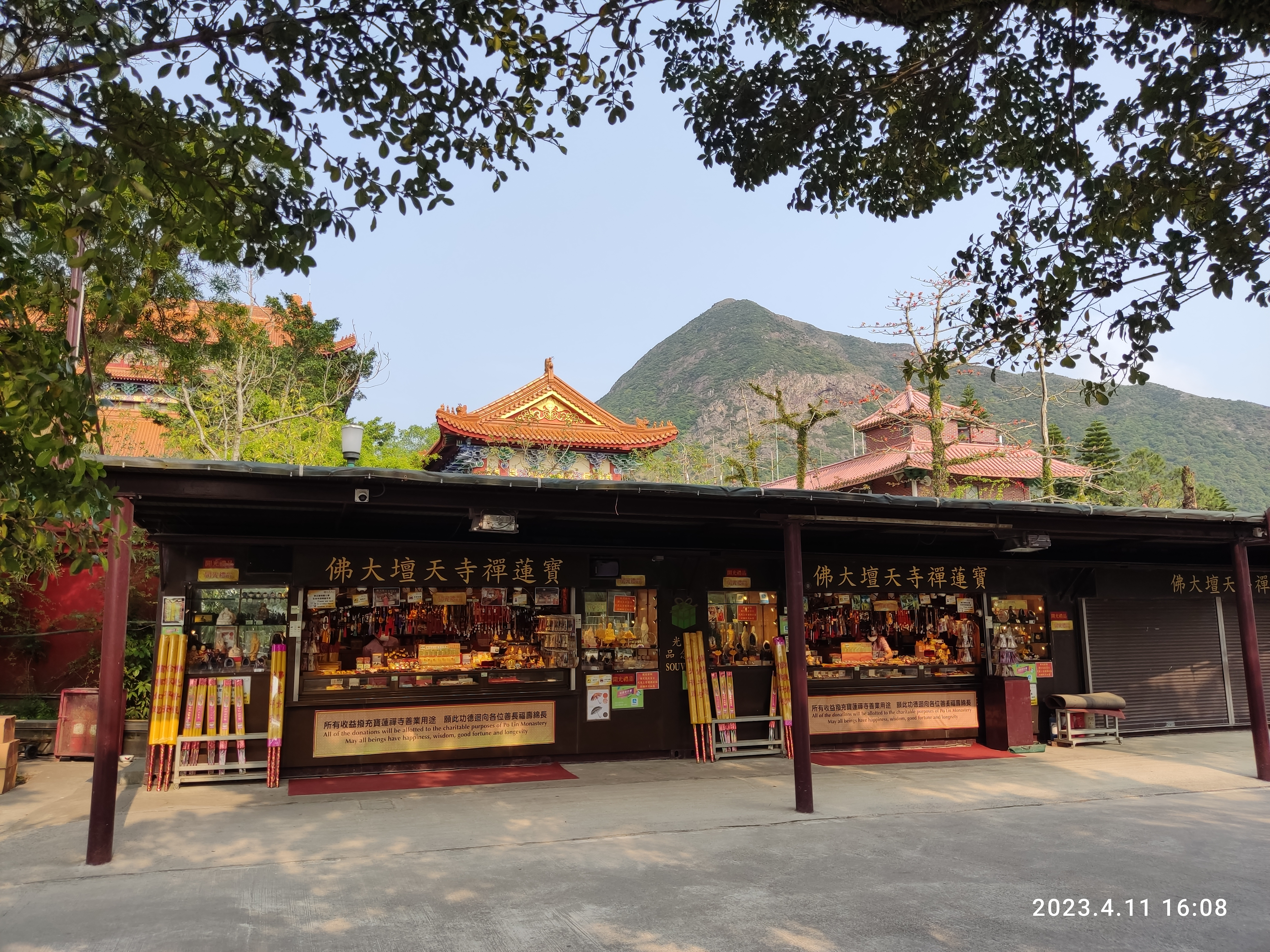
祈福廣場
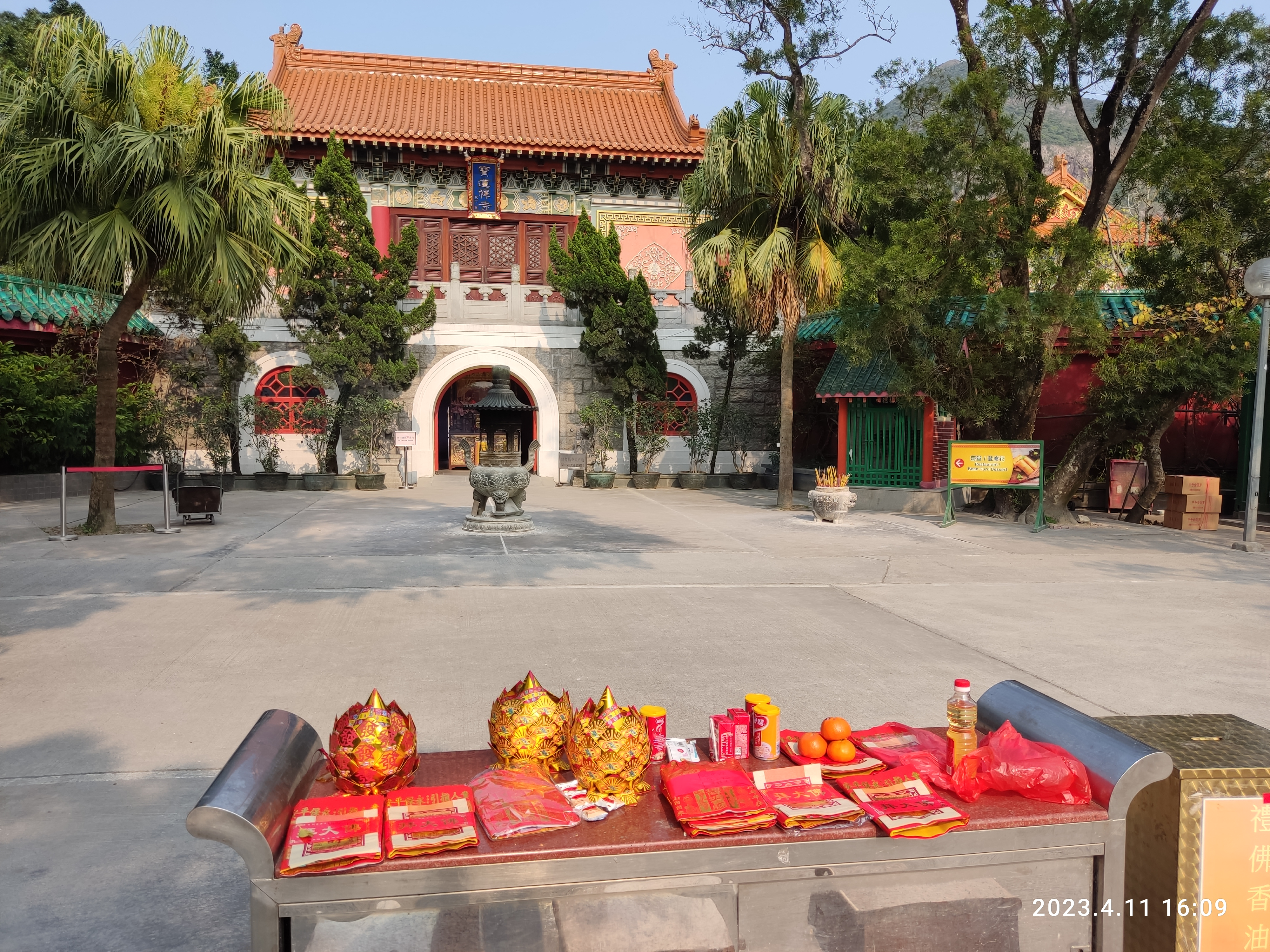
寶蓮禪寺
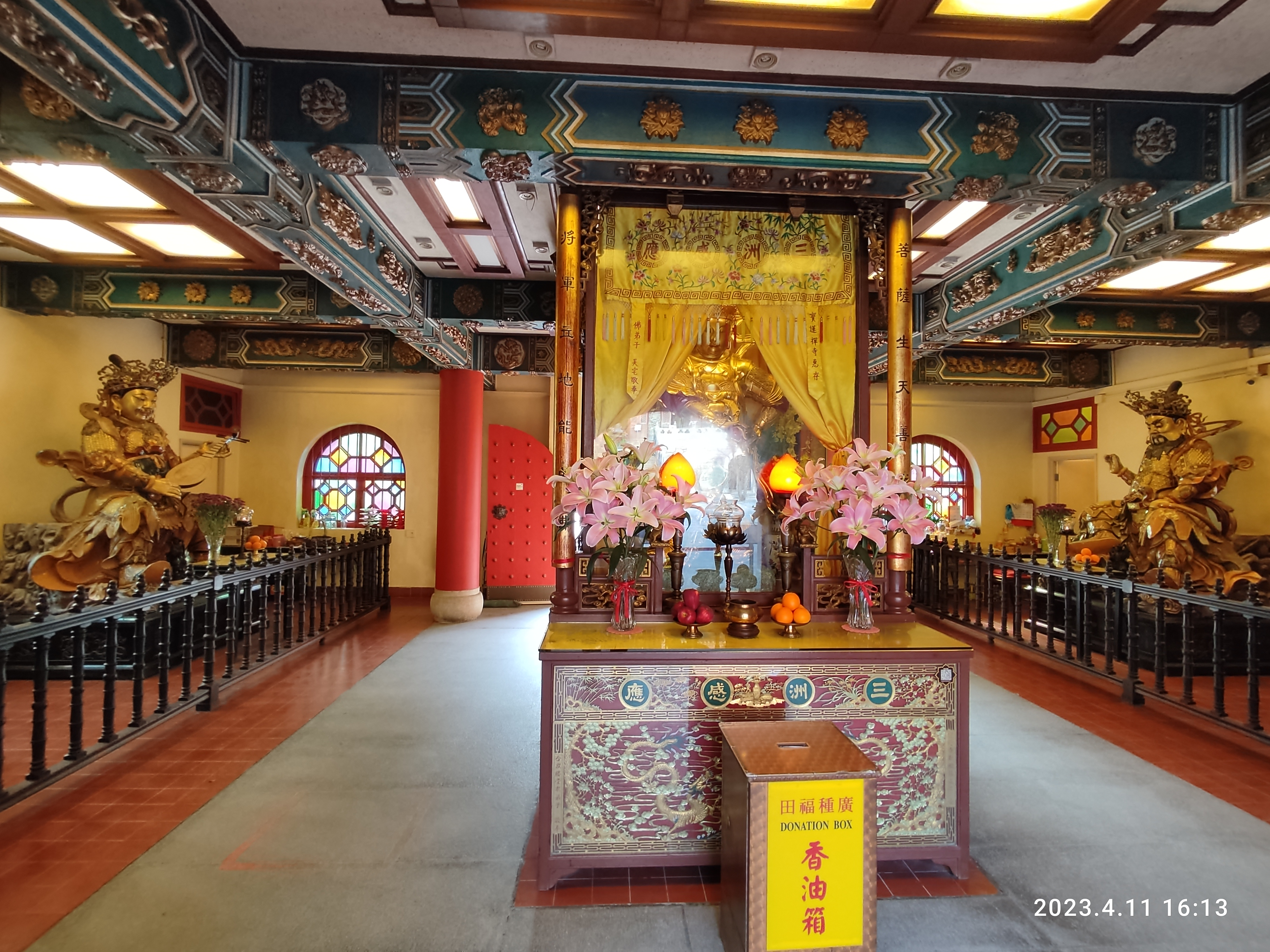
韋馱殿內貌
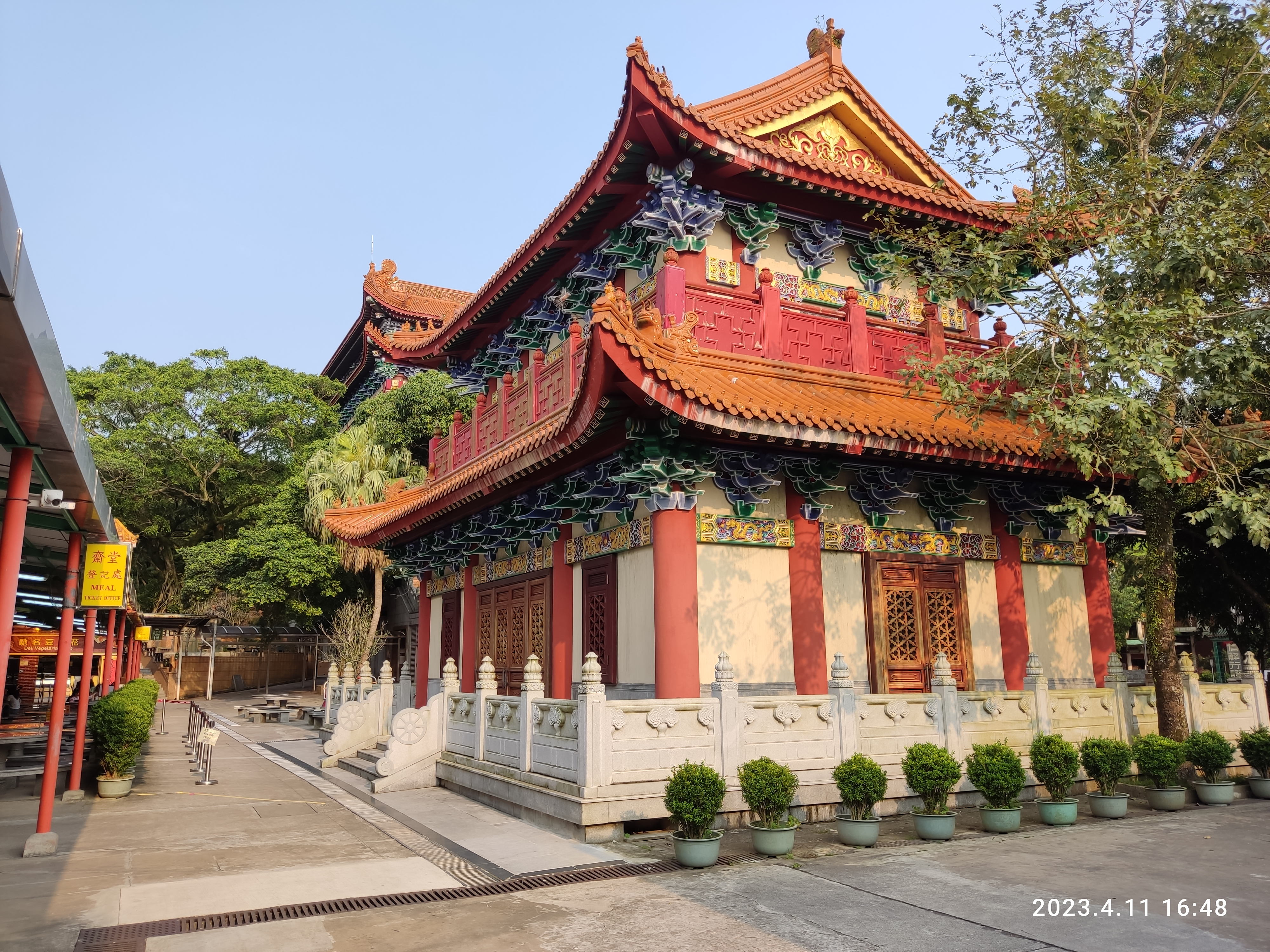
彌陀殿 鼓樓
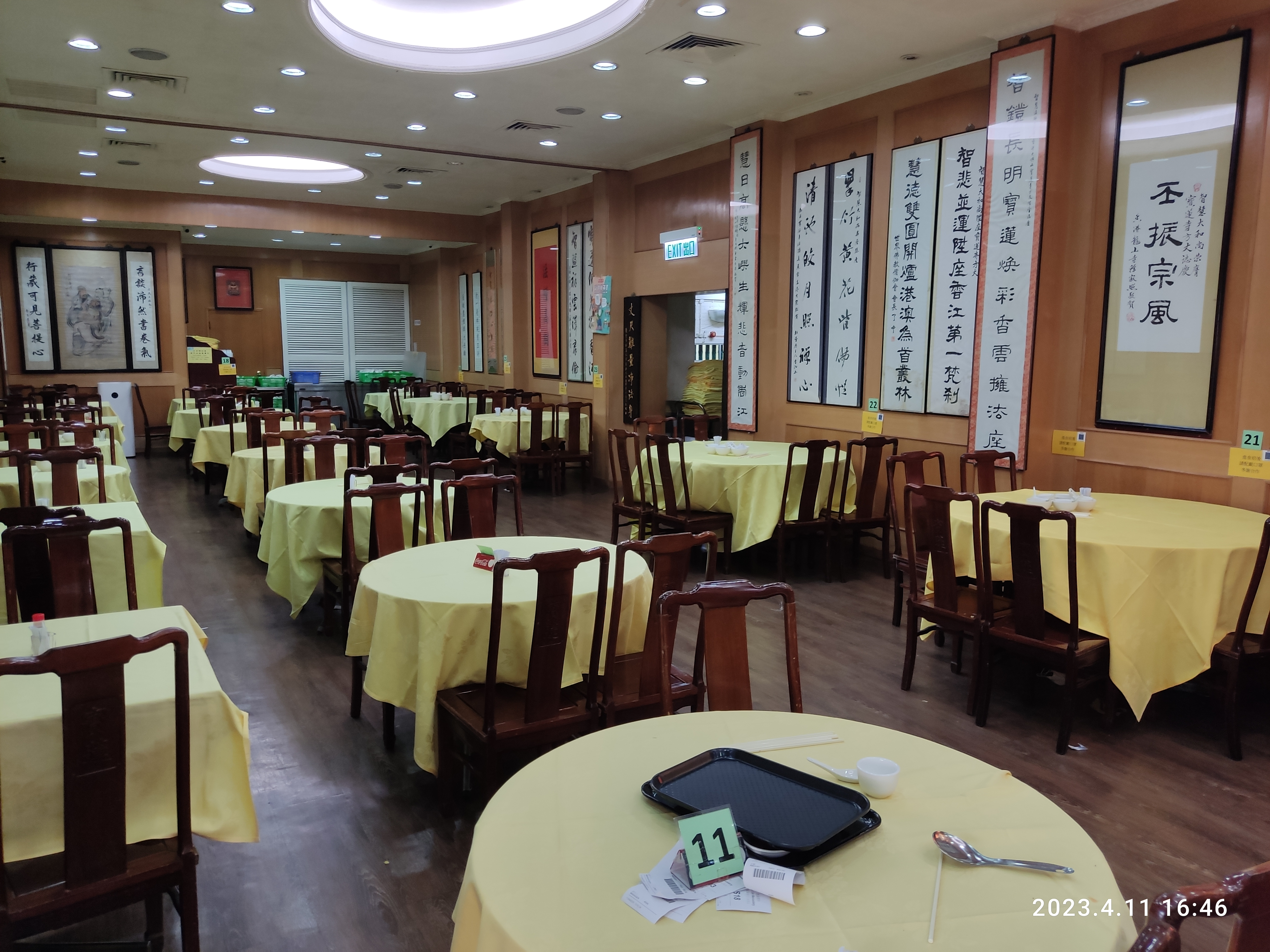
齋堂

## 歷代住持
| 第一代住持（1924-1930）            | 紀修和尚 |
| 第二代住持（1930-1952、1953-1972） | 筏可和尚 |
| 第三代住持（1952-1953）            | 增秀和尚 |
| 第四代住持（1972-1983）            | 慧命和尚 |
| 第五代住持（1983-1990）            | 聖一和尚 |
| 第六代住持（1990-2005）            | 初慧和尚 |
| 第七代住持（2005-2015）            | 智慧和尚 |
| 第八代住持（2015年11月15日-現在）  | 淨因和尚 |

## 開放時間
- 大佛：09:30至18:00
- 寶蓮禅寺：09:00至18:00
- 齋廚美食：11:30至17:00（售票時間為11:30至16:30）

## 公共交通
- 於中環6號碼頭乘搭往梅窩的渡輪，然後於梅窩巴士總站乘搭新大嶼山巴士2號線。
- 乘港鐵或巴士至東涌站，然後於東涌市中心巴士總站乘搭新大嶼山巴士23線。
- 於昂坪360東涌站乘搭昂坪360纜車往昂坪。

## 外部連結
- 香港寶蓮禅寺官方網站 （页面存档备份，存于）

22°15′20″N 113°54′28″E / 22.25552°N 113.90787°E